# 帕特里克·格罗克
帕特里克·格罗克（法語：Patrick Groc，1960年9月6日—），法国男子击剑运动员。他曾代表法国参加1984年、1988年和1992年夏季奥林匹克运动会击剑比赛，获得一枚铜牌。